# Nocardia beijingensis
Espèce
Nocardia beijingensis est une espèce de bactéries gram positives de la famille des Nocardiaceae. C'est un pathogène opportuniste que l'on retrouve essentiellement en Asie.

## Historique
Cette bactérie a été initialement décrite sur la base d'une seule souche isolée de la boue d'un égout de la montagne Xishan à Beijing en Chine.

## Distribution
C'est une espèce présente surtout en Asie, de la Thaïlande au Japon mais que l'on peut parfois retrouver hors de cette région comme dans le cas d'infections cutanées après blessure avec du bois importé d'Asie.

## Pathogénicité
C'est une bactérie qui peut être considérée comme un pathogène opportuniste et dont les pathologies associées peuvent diverses comme des atteintes pulmonaires en Thaïlande et au Japon ou des atteintes cutanées avec abcès.
Dans les cas de nocardioses cutanées, N. beijingensis peut être différenciée des espèces N. brasiliensis et N. otitidiscaviarum, plus fréquentes dans ce types d'infections, par séquençage.

## Description
Les bactéries de cette espèce sont des actinomycètes non mobiles, aérobies à Gram positif. Elles sont légèrement acide-alcool-fast. Elles produisent un mycélium à substrats oranges et se décompose en bacilles irréguliers. Elles forment de petites chaînes de quatre conidies maximum.
En culture, les colonies sont convexes avec des bords filamenteux. Aucun pigment n'est formé en culture. La culture est possible entre 18 °C et 35 °C et peut se faire sur des milieux en présence de 1 % w/v de D(-)-arabinose, D(+)-cellobiose, dulcitol (faiblement), meso-erythritol, éthanol, D(-)-fucose (faiblement), D(-)-fructose, D(+)-galactose, glycérol, glycogène, D(+)-glucose, inuline, D(+)-lactose, D(+)-maltose, D(+)-mannose, D(+)-raffinose, α-D-rhamnose, D(-)-ribose, salicine, D(+)-sucrose, D(+)-tréhalose, D(+)-xylose comme uniques sources de carbone. La source unique de carbone peut aussi être de l'acétate, du benzoate, du fumarate, du gluconate, de l'acide p-hydroxybenzoique, du Η-malate, du pyruvate ou du succinate à des concentrations de 0,1 % w/v mais pas l'adonitol, l'arbutine, le meso-inositol, le D(+)-melezitose, le D(+)-melibiose, α-méthyl D-glucoside, le xylitol, l'alcool isoamyl, l'iso-butanol, le η-propanol (à 1 % w/v ou (v/v), le butyrate ou le m-acide hydroxybenzoique (entre 0 et 1 % w/v.
Ces bactéries réduisent le nitrate et hydrolysent l'urée et l'esculine. Elles peuvent dégrader l'acide urique mais pas l'adénine, la caséine, l'élastine, l'hypoxanthine, la tyrosine ou la xanthine.
Elles sont capables d'utiliser comme seule source de carbone et d'azote les molécules suivantes : L-Alanine (faiblement), L-aspartate, L-glutamate, monoéthanolamine, L-proline, l'acide urique et la L-valine. A cet effet, elles n'utilisent pas l'acétamide, la gélatine, la L-leucine, la phénylalanine ou l'urée.
L'ADN de cette bactérie est composée de 69% de nucléotides G et C.

## Taxonomie
Le nom correct complet (avec auteur) de ce taxon est Nocardia beijingensis Wang et al. 2001.
La souche type de cette espèce est la souche 02, déposée sous la référence AS4.1521 dans la Collection de culture de microorganismes de Chine et dans la banques de culture bactérienne JCM sous la référence JCM 10666.

### Étymologie
L'étymologie du nom spécifique de N. beijingensis est la suivante : bei.jing.en’sis. N.L. masc./fem. adj. beijingensis, de ou appartenant à Beijing, lieu d'origine des isolats,.

### Phylogénie
L'analyse phylogénique de 1 422 nucléotides de la séquence de l'ARN ribosomal 16S a permis de classer la bactérie 02 dans le sous-ordre Corynebacterineae et plus précisément dans la famille Nocardiaceae. La comparaison avec les séquences des autres espèces bactériennes a permis de positionner la souche 02 dans le genre Nocardia avec des valeurs de similarité de 94,5 % à 97,6 % et les deux espèces N. farcinica et N. brasiliensis étant les plus proches. Les valeurs d'homologies ADN-ADN avec ces deux espèces restent toutefois inférieures à 70 %.
Cette classification parmi les Nocardia est aussi supportée par les caractéristiques chimiotaxonomiques tout en ayant quelques particularités phénotypiques permettant de distinguer cette espèce des autres de ce genre.